# ミヤマアカネ
ミヤマアカネ（深山茜、学名:Sympetrum pedemontanum elatum）は、トンボ科アカネ属のトンボの一種。日本全土に分布している。国外ではヨーロッパから中国東北部にかけて、成虫がやや小型で翅の褐色帯が狭い原名亜種ヨーロッパミヤマアカネ Sympetrum pedemontanum pedemontanum が分布する。「ヤグルマトンボ」「カザグルマトンボ」等の俗称がある。

## 形態
成虫は体長30-41mm、腹長19-28mm、後翅長23-32mm程の中型の赤とんぼ。翅の縁紋内側にある褐色の太い帯と、翅脈まで色づくのが特徴。国内でこのような翅を持つ種は、本種以外ではコフキトンボの雌にオビトンボ型が見られるのみで、他種との判別は極めて容易。胸部側面はほぼ無斑である。翅の褐色帯の太さには個体差があり、北海道など寒冷地のものは原名亜種のように褐色帯が狭くなる傾向がある。
幼虫は典型的な赤とんぼ型のヤゴで、体長は13-17mm程度。一見マユタテアカネのそれに類似するが、本種は側棘が全体的に太短い。

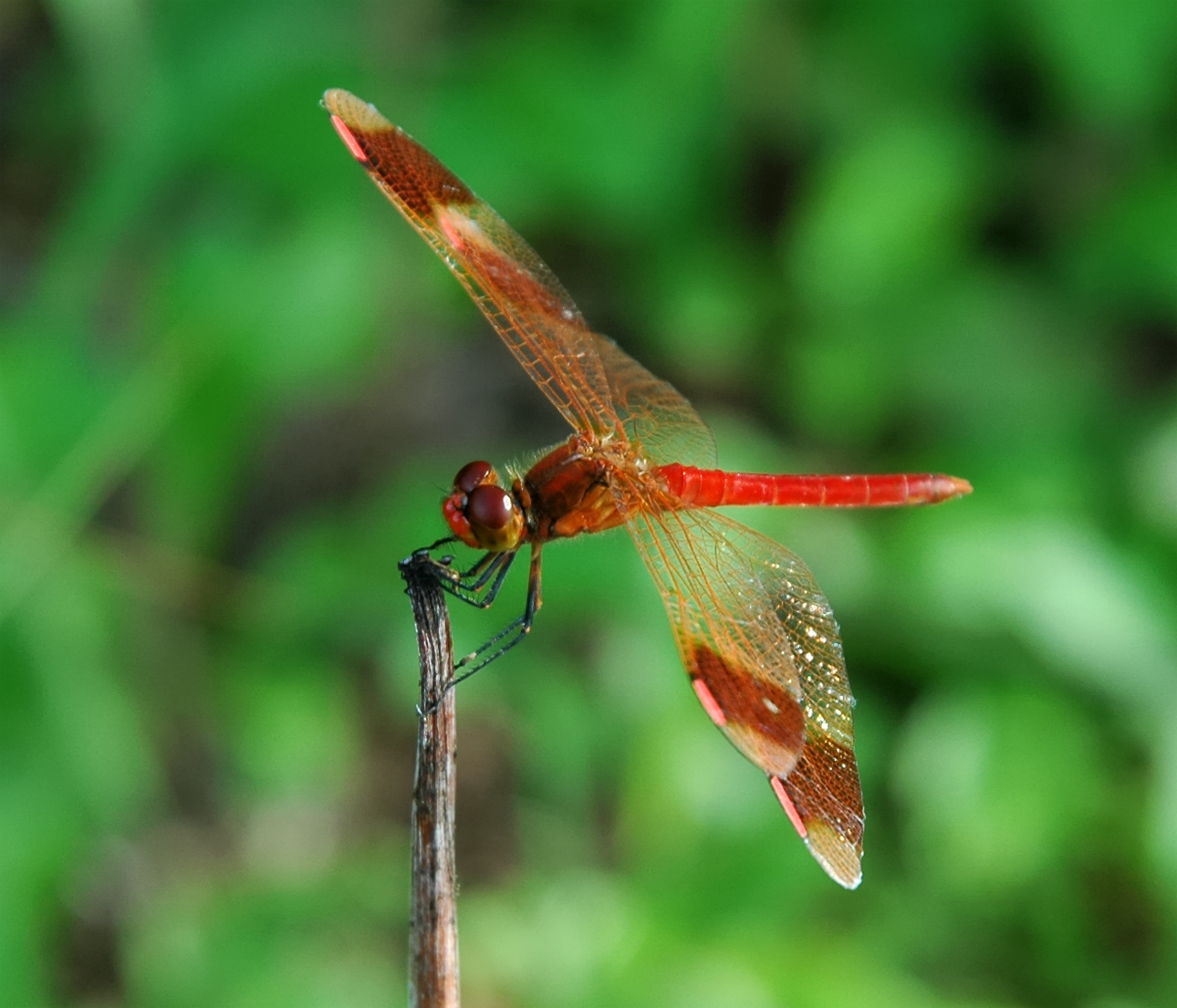
成熟した雄の側面の様子
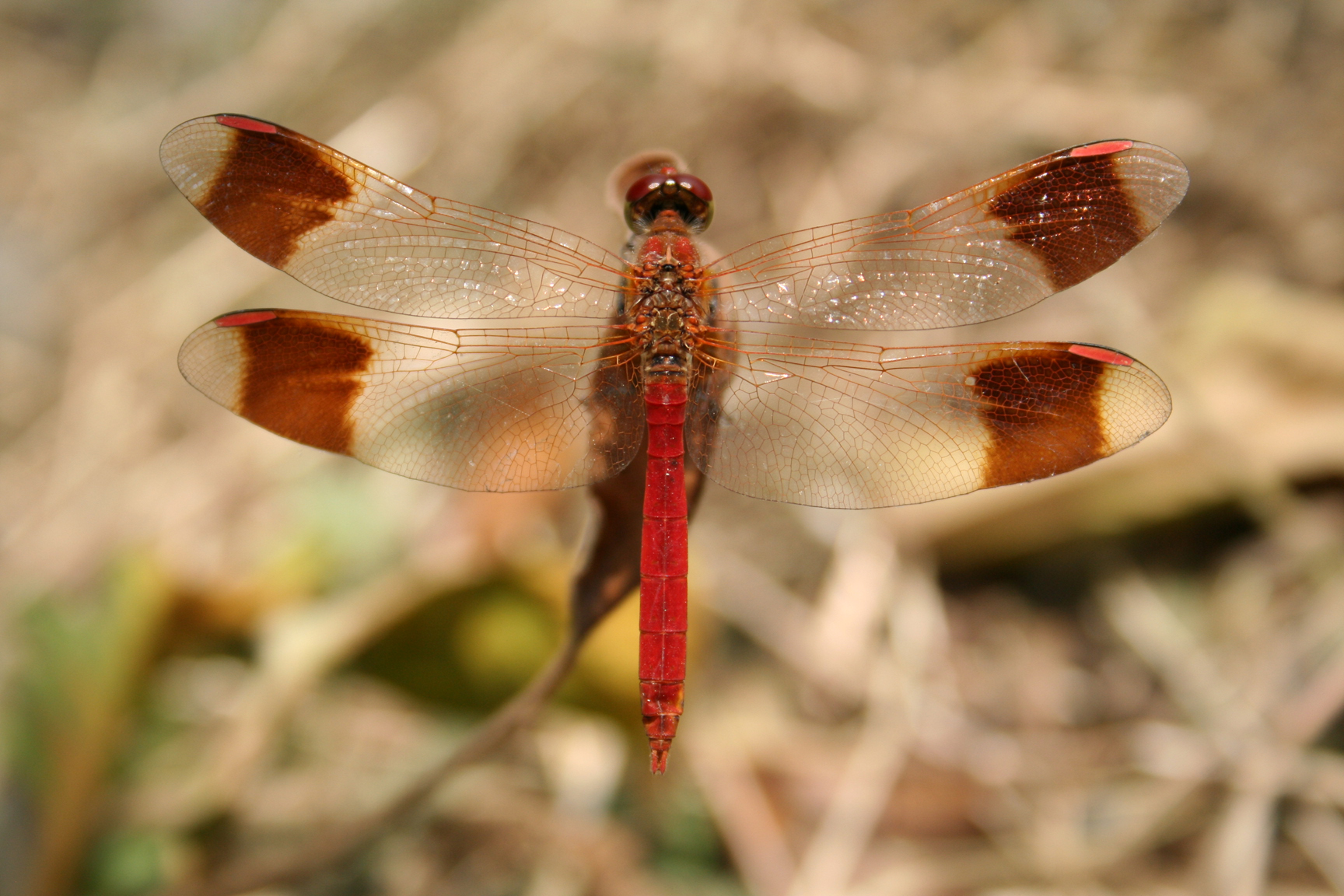
成熟した雄の上面の様子
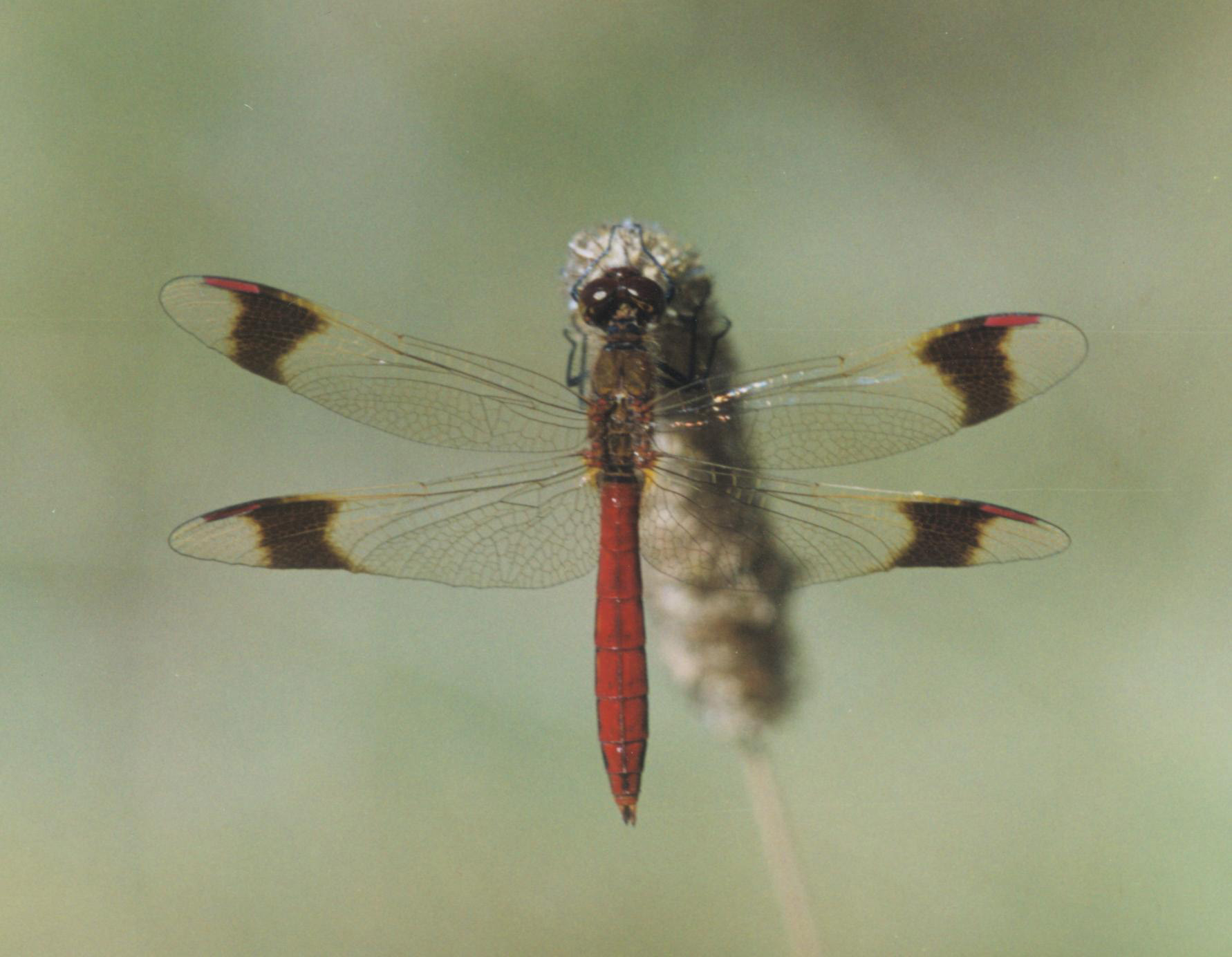
ヨーロッパミヤマアカネの成熟した雄

## 生態
成虫は7月上旬頃から羽化し、11月頃まで見られる。和名は深山茜であるが、実際には高標高地に限らず丘陵地から低山地にかけて広く分布する種。他のアカネ属の仲間が止水性であるのに対し、本種は小川や用水路などの水深が浅く緩やかな流水域を好む傾向があり、池や沼のそばでは本種を見かけることは少ない。羽化後は羽化水域近くの、ススキやアシ等の群生したやや背丈の高い草むらに移動し、体が成熟するまでそこで摂食活動を行う。
未熟なうちは雌雄とも体色は黄褐色をしている。成熟した雄は翅脈、縁紋を含め全身が赤化し、雌は橙色が濃くなる程度で、縁紋はふつう赤化しないがする個体も見られる。産卵は打水産卵または打泥産卵で、緩やかで浅い流れの上を通常は雌雄が連結して行う。流速が早い場所、水深の深い場所は産卵には適していないようである。産卵の途中で「キ」の字に連なったまま植物などにつかまり休息することも多い。その後連結を解いて雌の単独で産卵に移行することもあり、その場合は短時間ではあるが雄が上空で警護飛翔をする。
翅に着色のあるノシメトンボ、キトンボ、マユタテアカネ等の他のアカネ属と異種間連結・異種間交尾が観察されることがあり、産卵に至ることもある。
本種の飛翔はあまり活発ではないが、成熟した雄の個体では警戒心が比較的強いとされる。
秋に産み落とされた卵はそのまま越冬し、翌春孵化し幼虫となる。

## 近縁種
国内の種ではオナガアカネとやや近縁である。またマユタテアカネとの間に種間雑種も記録されている。

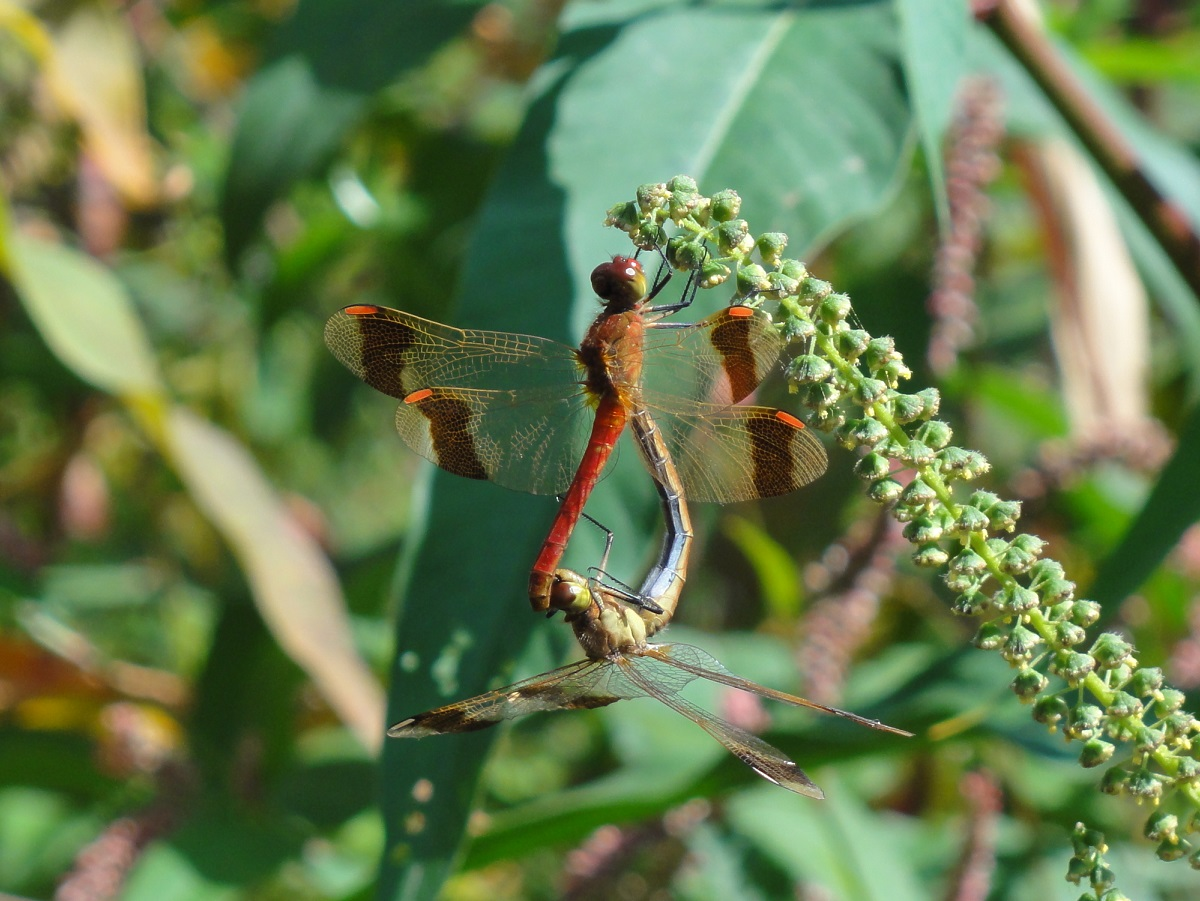
交尾
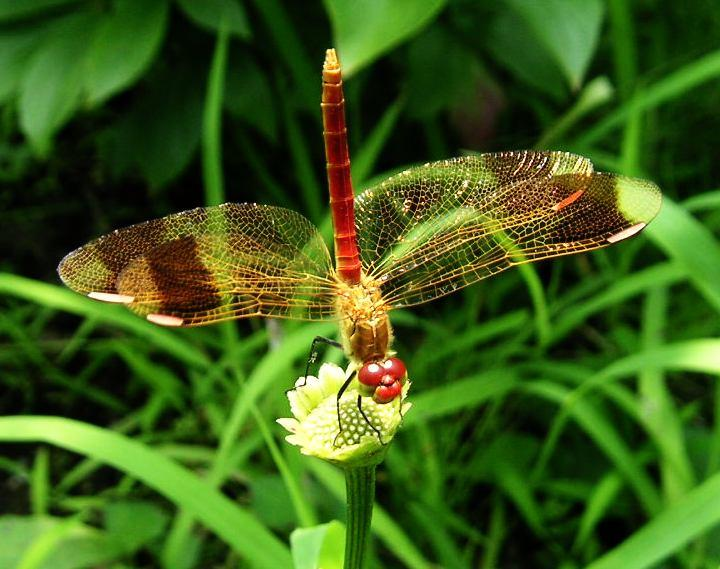
未熟な雄の避暑のポーズ
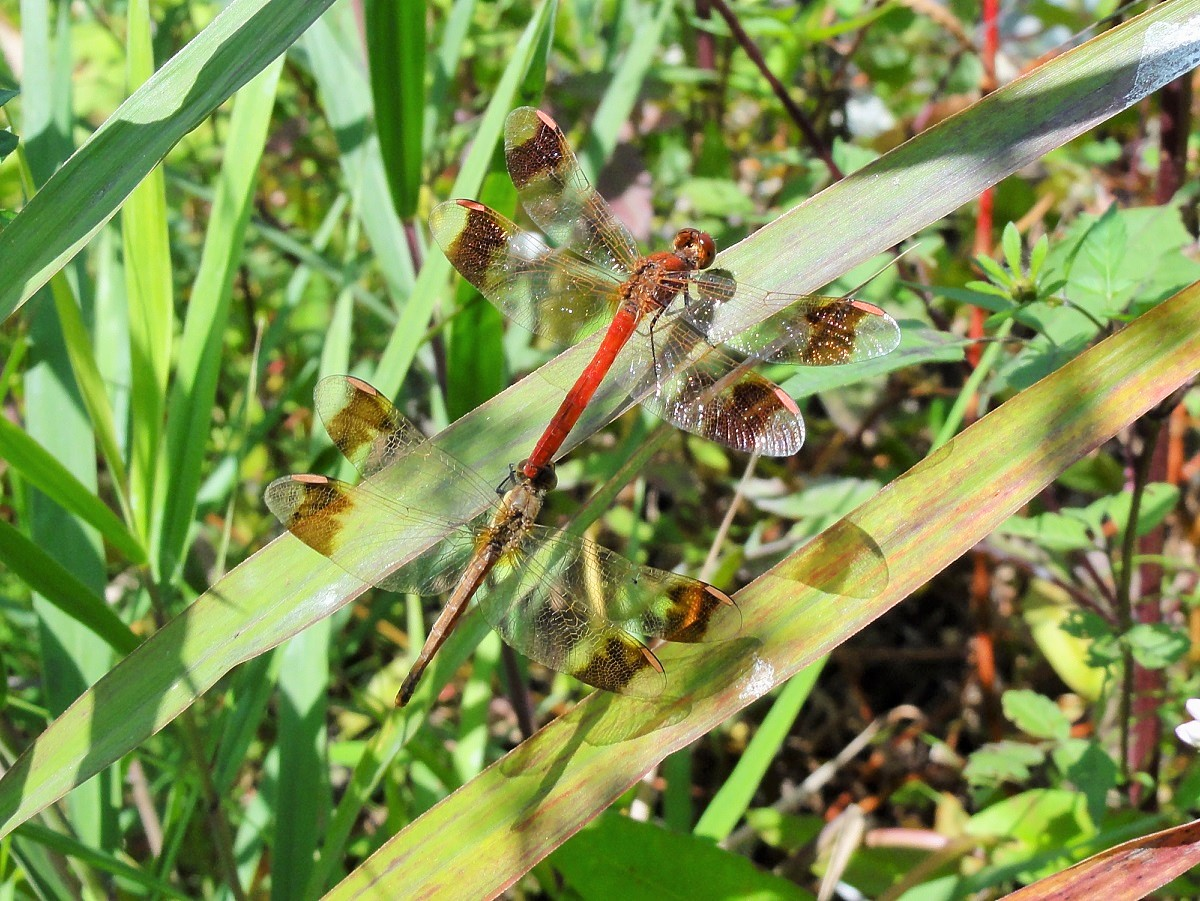
産卵の途中で休息するカップル